# Bienvenido Santos
Bienvenido Santos Borrego (Valdecarros, 15 de marzo de 1882- Godelleta, 19 de agosto de 1953), fue un profesor y político español. Alcalde de Murcia entre 1938 y 1939.

## Biografía
Estudió magisterio en la Escuela Normal de Salamanca, ejerciendo de maestro en Salamanca, Cabezuela del Valle y Cañaveral (Cáceres) y desde 1925 en el Grupo Escolar Cierva Peñafiel de la ciudad de Murcia.
Tras la proclamación de la II República española, llegó a ser diputado socialista por la provincia de Murcia en las Cortes durante la II legislatura, desde el 4 de enero de 1934 hasta el fin de la misma el 7 de enero de 1936.
Llegó a ser presidente de la Federación Socialista Murciana desde el congreso del 11 de abril de 1937, director del diario Nuestra Lucha, órgano de dicha Federación, y portavoz de la UGT durante su tercera etapa desde septiembre de 1937; además de vocal suplente en el Comité Nacional del PSOE representando a la región levantina en 1938.

### Alcalde de Murcia
Después de la dimisión como alcalde del también socialista Fernando Piñuela, en plena Guerra Civil, y tras la interinidad de Emilio García, Santos accedió al cargo el 26 de enero de 1938. En la votación celebrada en el Consistorio obtuvo 16 votos a favor y uno en blanco. Al acto no asistieron los concejales de la CNT, los de la FAI ni tampoco el Partido Liberal. Pero sí estuvieron presentes la UGT, Unión Republicana, Izquierda Republicana, el PCE y el PSOE.
Durante el discurso que pronunció aquella tarde, Santos destacó que, aunque no era murciano, sentía un gran cariño hacia esta tierra y se consideraba un murciano más. Además, insistió en que se apoyaría en todos los colegas de la Corporación, entonces denominada Consejo, para trabajar "con gran celo por los intereses del pueblo".
Para el presupuesto de 1939 aumentó el gravamen sobre los artículos de uso y consumo y subió en 5 pesetas diarias el sueldo de los funcionarios.
En plena Ofensiva final de la guerra, tras el golpe de Casado y la caída de Madrid, Francisco Medina Clares, exdiputado republicano y responsable de dirigir la rendición de la ciudad, se dirigió al Gobierno Civil el 28 de marzo para relevar al gobernador Jiménez Canito. Acto seguido llamó a Santos para comunicarle que "ya no es usted alcalde de Murcia". 
Posteriormente tomó posesión como primer edil franquista provisional Julio Torres Gascón. Un traspaso de poderes que fue una excepción en la dinámica del resto del país (caracterizada por la claudicación sin condiciones y la consiguiente represión) gracias a la actitud de Medina Clares, por lo que Torres Gascón fue posesionado en su cargo por el propio Bienvenido Santos.
A partir ya del 1 de abril de 1939, tras la entrada en Murcia de las tropas de la IV División Navarra al mando de Camilo Alonso Vega, se estableció una comisión gestora presidida como alcalde por Agustín Virgili.

### Posguerra
Detenido al finalizar la Guerra Civil fue condenado a muerte, siéndole conmutada la pena por la de treinta años de reclusión, de los cuales cumplió tres. Tras recobrar la libertad vivió en Alicante, donde trabajaba su esposa.
Bienvenido Santos falleció en Godelleta (Valencia) el 19 de agosto de 1953.